# Jugador Joven del Año de la K League
El Jugador Joven del Año de la K League es un premio que se estableció en 1985, tercera temporada de la K League. Muchos jugadores estrella recibieron este premio, como Lee Dong-gook, Lee Chun-soo, entre otros.

## Ganadores

### Premio al Novato del Año (1985-2012)
| Año  | Jugador         | Club                    | Posición | Nacionalidad  |
| ---- | --------------- | ----------------------- | -------- | ------------- |
| 1985 | Lee Heung-sil   | POSCO Atoms             | MED      | Corea del Sur |
| 1986 | Ham Hyun-gi     | Hyundai Horangi         | DEL      | Corea del Sur |
| 1987 | Kim Joo-sung    | Daewoo Royals           | DEL      | Corea del Sur |
| 1988 | Hwangbo Kwan    | Yukong Elephants        | MED      | Corea del Sur |
| 1989 | Ko Jeong-woon   | Ilhwa Chunma            | MED      | Corea del Sur |
| 1990 | Song Ju-seok    | Hyundai Horangi         | DEL      | Corea del Sur |
| 1991 | Cho Woo-seok    | Ilhwa Chunma            | DEF      | Corea del Sur |
| 1992 | Shin Tae-yong   | Ilhwa Chunma            | MED      | Corea del Sur |
| 1993 | Jung Kwang-seok | Daewoo Royals           | DEF      | Corea del Sur |
| 1994 | Choi Yong-soo   | LG Cheetahs             | DEL      | Corea del Sur |
| 1995 | Roh Sang-rae    | Jeonnam Dragons         | DEL      | Corea del Sur |
| 1996 | Park Kun-ha     | Suwon Samsung Bluewings | DEL      | Corea del Sur |
| 1997 | Shin Jin-won    | Daejeon Citizen         | MED      | Corea del Sur |
| 1998 | Lee Dong-gook   | Pohang Steelers         | DEL      | Corea del Sur |
| 1999 | Lee Sung-jae    | Bucheon SK              | DEL      | Corea del Sur |
| 2000 | Yang Hyun-jung  | Jeonbuk Hyundai Motors  | MED      | Corea del Sur |
| 2001 | Song Chong-gug  | Busan I'Cons            | MED      | Corea del Sur |
| 2002 | Lee Chun-soo    | Ulsan Hyundai Horangi   | DEL      | Corea del Sur |
| 2003 | Jung Jo-gook    | Anyang LG Cheetahs      | DEL      | Corea del Sur |
| 2004 | Moon Min-kui    | Pohang Steelers         | MED      | Corea del Sur |
| 2005 | Park Chu-young  | FC Seoul                | DEL      | Corea del Sur |
| 2006 | Yeom Ki-hun     | Jeonbuk Hyundai Motors  | MED      | Corea del Sur |
| 2007 | Ha Tae-kyun     | Suwon Samsung Bluewings | DEL      | Corea del Sur |
| 2008 | Lee Seung-yeoul | FC Seoul                | DEL      | Corea del Sur |
| 2009 | Kim Young-hoo   | Gangwon FC              | DEL      | Corea del Sur |
| 2010 | Yoon Bit-garam  | Gyeongnam FC            | MED      | Corea del Sur |
| 2011 | Lee Seung-gi    | Gwangju FC              | MED      | Corea del Sur |
| 2012 | Lee Myung-joo   | Pohang Steelers         | MED      | Corea del Sur |

### Premio al Jugador Joven de la K League 1 (2013-presente)
| Año  | Jugador       | Club                   | Posición | Nacionalidad  |
| ---- | ------------- | ---------------------- | -------- | ------------- |
| 2013 | Ko Moo-yeol   | Pohang Steelers        | MED      | Corea del Sur |
| 2014 | Kim Seung-dae | Pohang Steelers        | DEL      | Corea del Sur |
| 2015 | Lee Jae-sung  | Jeonbuk Hyundai Motors | MED      | Corea del Sur |
| 2016 | Ahn Hyun-beom | Jeju United            | MED      | Corea del Sur |
| 2017 | Kim Min-jae   | Jeonbuk Hyundai Motors | DEF      | Corea del Sur |
| 2018 | Han Seung-gyu | Ulsan Hyundai          | MED      | Corea del Sur |
| 2019 | Kim Ji-hyeon  | Gangwon FC             | DEL      | Corea del Sur |
| 2020 | Song Min-kyu  | Pohang Steelers        | DEL      | Corea del Sur |

### Premio al Jugador Joven de la K League 2 (2020-presente)
| Año  | Jugador       | Club        | Posición | Nacionalidad  |
| ---- | ------------- | ----------- | -------- | ------------- |
| 2020 | Lee Dong-ryul | Jeju United | DEL      | Corea del Sur |